# Großer Fischmarkt
Großer Fischmarkt ist der Titel eines Ölgemäldes des flämischen Malers Jan Brueghel d. Ä. (1568–1625), das im Jahre 1603 zur Zeit des Barock entstand. Es befindet sich in der Alten Pinakothek in München (Inv.-Nr. 1889) und war zuvor im Eigentum der Mannheimer Galerie.

## Farbe und Maltechnik
Das Gemälde ist mit Ölfarbe auf Eichenholz gemalt und misst 91,5 × 58,5 cm. 
Das Bild ist im mittleren und unteren Bereich in warmen Farben gehalten, der Himmel und das Wasser hingegen in kalten Farben.

## Bildaufbau
Das untere Drittel des Bildes nimmt die Landschaft mit einer Bucht samt einer kleinen Ortschaft und dessen Hafen ein. Mittig im Bild ist ein Kastell abgebildet, das dem Castel dell’Ovo (auf Megaride) vor Neapel ähnelt. Dieses sowie viele andere gezeigten Gebäude sind antiker Architektur und höchstwahrscheinlich fiktiv. Brueghel tätigte zuvor eine Reise nach Süditalien und verarbeitete in diesem Bild offensichtlich seine Eindrücke hiervon.

## Motiv
Das Hauptmotiv ist ein geschäftiger Fischmarkt am Rand einer europäischen Stadt. Im Hintergrund ist eine mit 53 Schiffen bzw. Booten stark besuchte Bucht, eine Ortschaft sowie eine vereinzelt bebaute Landschaft zu sehen. Im Vordergrund ist eine Vielzahl von Personen zu sehen, die unterschiedlicher sozialer Herkunft sind.

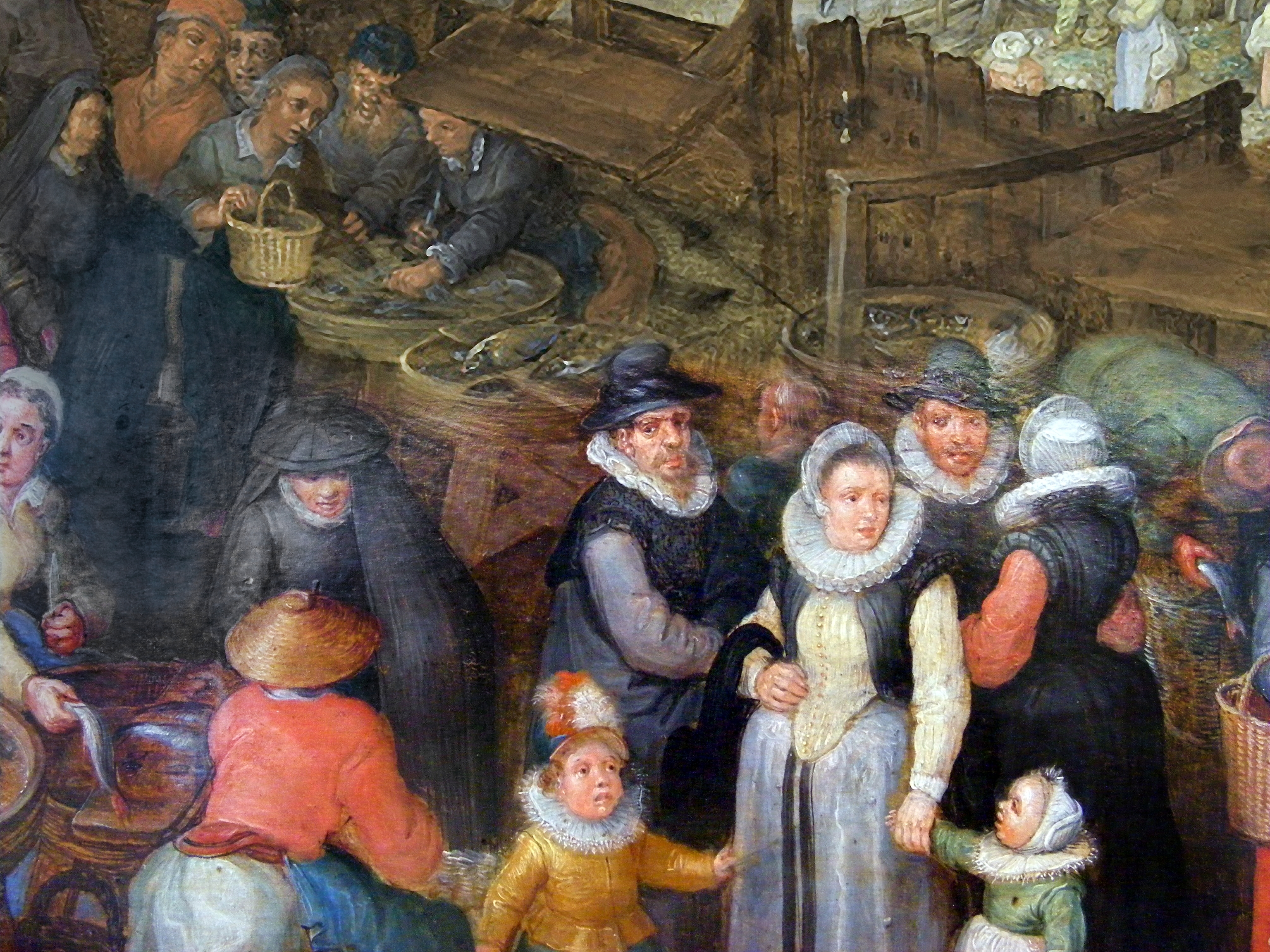
Vermutetes Selbstbildnis des Künstlers

Im Vordergrund mittig ist der Künstler selbst mit seiner Familie und Magd zu sehen (neben dem Hund, links der beiden dunklen Gestalten oberhalb des Kindes mit grün-goldener Gewandung). 
Die Reiter sind vermutlich sehr reiche Spanier.

## Verschiedenes
Das im Jahre 1598 von ihm gemalte Bild Seehafen mit Predigt Christi ist dem vorliegenden Gemälde in vielen Aspekten, vor allem hinsichtlich des Motivs ähnlich.